# Konstantin Flemig

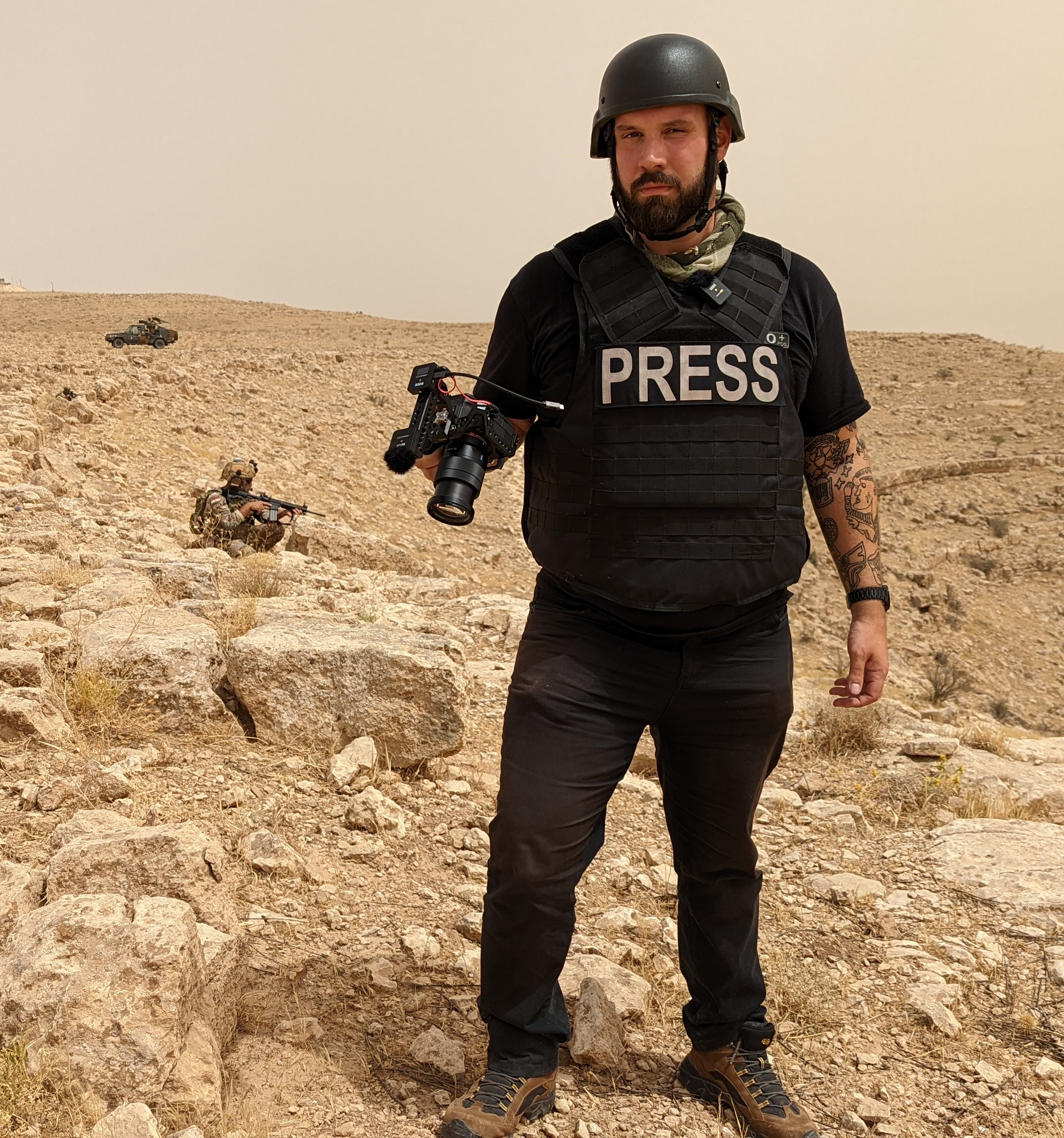
Konstantin Flemig im Irak

Konstantin Friedrich Flemig (* 1988 bei Stuttgart) ist ein deutscher Journalist, Kriegsreporter, Buchautor und Regisseur von Dokumentarfilmen.

## Leben
Konstantin Flemig wurde 1988 bei Stuttgart geboren. Seine ersten filmischen Versuche waren Videos im Stil der MTV-Serie Jackass. Seinen Bewerbungsfilm für die Filmhochschule drehte er in der Demokratischen Republik Kongo, wo er den Alltag eines Luxusrestaurants in der Hauptstadt Kinshasa dokumentierte.
Er besuchte die Deutsche Journalistenschule in München, bevor er an der renommierten Filmakademie Baden-Württemberg Dokumentarfilm und Drehbuch studierte. Dort war er unter anderem im Autoren-Team von Oink'n'Slay, einem ernährungskritischen Egoshooter, bei dem man ein Schwein auf der Flucht aus dem Schlachthaus steuert.
Mit seinem Abschlussfilm BilderKrieg gewann er unter anderem den Hollywood International Independent Documentary Award, den Special Mention Award des International Open Film Festival sowie den Großen Preis der Jury des Baghdad International Film Festivals. Der Dokumentarfilm über den Versuch eines jungen Kriegsreporters, finanziell über die Runden zu kommen, wurde vom SWR produziert und lief auf zahlreichen internationalen Filmfestivals.
Für seinen Film Exit Exit Exit absolvierte er die Ausbildung für Kriegsreporter durch die Bundeswehr. Er ist einer von Werner Herzogs rogues, eine Gruppe junger Filmemacher, welche die Rogue Film School besucht haben. Der Lehrplan beinhaltet Themen wie „Die Kunst des Schlossknackens“, „Fälschen von Drehgenehmigungen“ und „Guerilla-Taktiken“. Neben dem Filmemachen schreibt er Kurzgeschichten, die in verschiedenen Verlagen 
veröffentlicht wurden. Er ist Gastautor für das Satire-Portal Der Postillon.
Für ZDFinfo drehte er während der Schlacht um Mossul eine 360-Grad-Reportage von der Front zwischen irakischen Streitkräften und dem IS.
Auf Facebook und Youtube veröffentlicht Flemig regelmäßig Erklärvideos über verschiedene sicherheits- und geopolitische Themen, welche unter anderem vom Religionswissenschaftler Michael Blume gelobt wurden. Nach einem Video, das den türkischen Einmarsch ins syrische Afrin kritisierte, erhielt Flemig mehrere Morddrohungen.
2019 veröffentlichte er mit "Alltag in der Hölle" sein erstes Buch. Darin spricht er mit verschiedenen internationalen Kriegsreporterinnen und -reportern über die Arbeit im Konfliktjournalismus.
Für Phoenix drehte er den 2020 erschienenen Dokumentarfilm "Vernarbtes Land" über die Auswirkungen des Bürgerkrieges auf das Leben der Menschen in den kurdischen Gebieten im Norden und Osten Syriens. Dafür bereiste Flemig unter anderem die Städte Qamischli, Kobane und Rakka, die ehemalige Hauptstadt des Islamischen Staates. Als einem der einzigen deutschen Journalisten gelang es ihm, ein Interview mit einer deutschen IS-Anhängerin in kurdischer Haft zu führen.
Nach dem islamistischen Anschlag in Wien warnte Flemig davor, Muslime unter Generalverdacht zu stellen und auszugrenzen, da dies genau dem Kalkül der Terroristen entspräche.
Ab 2022 stand Flemig für den von Funk betriebenen YouTube-Kanal CRISIS – Hinter der Front als Kriegsreporter u. a. aus den Krisengebieten der Ukraine, Südossetien und Afghanistan vor der Kamera. Besondere Beachtung fand dabei seine Berichterstattung von der Front in der Ukraine. So berichtete er als einer der wenigen deutschen Journalisten aus der umkämpften Stadt Bachmut, während diese von der russischen Armee belagert wurde. Seine Reportage über die Arbeit als Kamera-Team im Kriegsgebiet gehörte mit mehr als 2 Millionen Aufrufen zu den erfolgreichsten deutschen Youtube-Videos des Jahres 2023. Darüber hinaus interviewte er inhaftierte deutsche Mitglieder der Terrormiliz IS in Syrien, begleitete bewaffnete Taliban in Kabul, trat gegen armenische Profiboxer an und besuchte einen Freizeitpark der extremistischen Hisbollah. 
2024 gab er seinen Ausstieg bei CRISIS bekannt und betreibt wieder seinen eigenen Kanal über internationale Politik und Krisengebiete. Auf Youtube folgen ihm mehr als 220.000 Menschen (Stand: Juli 2025). Als Experte für Terrorismus und Krisengebiete tritt er regelmäßig im Fernsehen auf, darunter in der WDR-Sendung neuneinhalb, der NDR-Talkshow Deep und deutlich, dem ARD-Format "mitreden!", sowie der ZDF-Sendungen Die Spur und 37 Grad.  Er lebt und arbeitet in Mainz.

## Filmografie
- Kinshasa à la carte (2010) (Kurzfilm)
- Exit, Exit, Exit – Kriegsreporter in Ausbildung (2012)
- Irtidad (2013)
- BilderKrieg (2016)

## Bibliografie
- Alltag in der Hölle. Kriegsreporter erzählen. Klartext Verlag, 2019, ISBN 978-3-8375-2164-1.

## Auszeichnungen
- Hollywood International Independent Documentary Award für BilderKrieg[6]
- Special Mention Award des International Open Film Festival für BilderKrieg[7]
- Jury Prize des Baghdad International Film Festival for BilderKrieg[33]